# Vacation map (曲)
「vacation map」（ヴァケーション・マップ）は、緒方恵美の7枚目のシングル。1998年2月11日にポリグラムから発売された。

## 概要
- 文化放送制作のラジオ番組『緒方恵美の銀河にほえろ!』のオープニングテーマとして使用された[2]。

## 収録曲
（全作詞：緒方恵美、作曲・編曲：村田和人）
1. vacation map [4:31]
  - 文化放送ラジオ『緒方恵美の銀河にほえろ!』オープニングテーマ[2]
2. 3月の雨 [5:21]
3. vacation map（オリジナル・カラオケ） [4:31]
4. 3月の雨（オリジナル・カラオケ） [5:21]

## 収録アルバム
| 曲名         | 収録アルバム     | 発売日        | 規格品番    |
| ------------ | ---------------- | ------------- | ----------- |
| vacation map | 『MO』           | 1998年3月11日 | POCX-1094   |
| vacation map | 『Live [em:ou]』 | 1999年3月17日 | POCX-1115   |
| vacation map | 『RUNNER』       | 1999年6月30日 | POCX-1120   |
| vacation map | 『アイタイ。』   | 2002年12月4日 | LACA-9015/8 |
| 3月の雨      | 『MO』           | 1998年3月11日 | POCX-1094   |
| 3月の雨      | 『Live [em:ou]』 | 1999年3月17日 | POCX-1115   |